# Маджента (Италия)
 Тази статия е за италианския град.  За вида цвят вижте Маджента (цвят).  
Маджѐнта (на италиански и на западноломбардски: Magenta) е град и община в Северна Италия, провинция Милано, регион Ломбардия. Разположен е на 138 m надморска височина. Населението на общината е 22 877 души (към 2013 г.).